# بس فلاور
بس فلاور (انگلیسی: Bess Flowers؛ ۲۳ نوامبر ۱۸۹۸ – ۲۸ ژوئیهٔ ۱۹۸۴) یک هنرپیشه اهل ایالات متحده آمریکا بود.

## فیلم‌شناسی
- ترانه منقطع شده
- از پنجره پریدیم پائین
- ممکن بود آن شب باشد
- غلیظ‌تر از آب
- بی‌رنج گنج میسر نمی‌شود